# Lule lappmark
Lule lappmark är en historisk så kallad lappmark i Lappland, Norrbottens län, kring Lule älvs och delar av Kalix älvs vattenområden. Idag omfattar Lule lappmark Jokkmokks och Gällivare kommuner.

## Historia före kolonisationen
Lule Lappmark omfattade på 1500-talet och i början av 1600-talet de historiska lappbyarna Sirkesluokta, Suoksjokk (Nederbyn), Tuorponjaur och Jokkmokk. Enligt Nils Anderssons i Söderby (Sunderbyn) berättelse från 1595 gav sig birkarlarna upp till lappmarken omkring trettondag jul för att handla med samerna på de nämnda lappbyarnas vinterboplatser. Vid vårfrudagstid kom samerna sedan ned till kustlandet för att bevista marknaderna i Harads och Bredåker vid Luleälven. 
Sirkesluokta har fått sitt namn efter en stor vik på södra sidan av stora Luleträsk. Suoksjokk kallas så efter en å med samma namn, som faller ut i Luleälven en bit ovanför sammanflödet mellan Lilla och Stora Lule älv. Tuorponjaur har fått sitt namn efter en liten sjö med samma namn norr om Randijaur i Jokkmokk. Jokkmokk betyder Åkroken, men vilken åkrok som åsyftas är inte känt.
1601 fanns enligt mantalslängden 40 skattebetalare i Suoksjokk, 27 i Jokkmokk, 41 i Tuorponjaur och 59 i Sirkesluokta.
På Anders Bures karta över Nordkalotten från 1611, som antagligen baseras på uppgifter från 1600-talets första år, återfinns Torpajaur (Tuorpon) vid Kalixälven, medan Suchsijoki (Suoksjokk), Jokomuka (Jokkmokk), Sirkislucht (Sirkesluokta) och Sijte Sijtouoma placerats vid Luleälven. Byarna representeras på kartan av tältsymboler, som troligen utvisar byarnas vinterboplatser.
Gränsen mellan Lule och Torne lappmark gick enligt Olof Tresks karta över Torne lappmark, utgiven 1643, längs vattendelaren mellan Lule och Kalix älvar. Under 1600-talet utbröts emellertid lappbyn Kaitumjaur ur Sirkesluokta, vilket innebär att samerna vid Kaitumälven, som hör till Kalixälvens vattensystem i nuvarande Gällivare kommun, redan tidigare bör ha räknats till Lule lappmark.  
I senare skatteuppbördslängder har de olika delarna av Lule lappmark ibland kallats för Jokkmokks lappmark respektive Gällivare lappmark.

## Kyrkplatser anläggs
År 1606 anlade Karl IX en gemensam kyrkplats för alla samerna i Lule lappmark i Jokkmokk, som därefter blev den enda tillåtna marknadsplatsen och därmed lappmarkens centralort.
Två gånger om året reste prästen från Jokkmokk upp till Kaitumsamerna i Gällivaretrakten för att hålla gudstjänst. En gång om året, vid vintermarknaden, begav sig Kaitumsamerna ned till Jokkmokk. Det sägs att Kaitumsamerna inte tog till sig särskilt mycket av kyrkans budskap utan höll sig till sin gamla religion långt in på 1700-talet. För att råda bot på detta anlades på 1740-talet en kyrka i Gällivare samt ett kapell i Killingsuando vid Kaitumälven. 1742 bröts Gällivare ut ur Jokkmokks socken som eget pastorat. 
Lappskolor inrättades i Jokkmokk 1732 och i Gällivare 1755.

## En beskrivning från 1738
Av kronobefallningsman Lars Wallmans beskrivning av Lule lappmark från 1738 framgår att samerna då var indelade i fem lappbyar, nämligen Tuorponjaur, Jokkmokk, Kaitumjaur (tidigare en del av Sirkasluokta), Sirkasluokta och Sjokksjokk. Kolonisationen hade startat och det fanns vid denna tidpunkt 15 nybyggen: två i Purkijaur, ett i Randijaur, ett i Tjåmotis, ett i Vaikijaur, fem vid Stora Lule älv (troligen vid Kuouka och Porsi), två vid Nattavaara, ett vid Skröven, ett vid Satter samt ett vid Mårdsel. Fiskena i Vuollerim, Holmträsket och Vitbergsträsket (som då fördes till lappmarken) brukades av bönder från Harads nedanför lappmarksgränsen. Luleå silververk i Kvikkjokk var i drift men järnmalmsfyndigheten i Malmberget omnämns inte.